# Бій на річці Валерік
43°10′10″ пн. ш. 45°24′32″ сх. д. / 43.16944444° пн. ш. 45.40888889° сх. д.
Бій на річці Валерік — відбулося 11 (23) липня 1840 року приблизно в 39 км на південний захід від фортеці Грозна (нині місто Грозний) між Чеченським загоном російської армії генерал-лейтенанта А. Галафєєва і північнокавказькими військами горців імамату під командуванням мудира Шаміля Ахберділа Мухаммеда та чеченського ватажка Іси з Урус-Мартана під час експедиції російських військ проти повсталих. Одна з найвідоміших битв Кавказької війни завдяки віршу М. Лермонтова, який брав участь у бою.

## Ситуація на східному Кавказі напередодні бою
Навесні 1840 року спроба роззброїти населення Чечні викликала невдоволення, що вилилося в повстання чеченців проти російської влади. Цим користувався Шаміль, призначивши наибом Малої Чечні Ахбердила Мухаммеда. Незабаром тому вдалося закликати до повстання надтеркових чеченців, галашівців та карабулаків. Проти повсталих російська влада організувала військову експедицію.

Дії Чеченського загону 6-14 липня 1840

6 (18) липня 1840 року загін Галафєєва виступив з фортеці Грозна і діяв південніше і південно-західніше фортеці, руйнуючи поля та селища, що належали повстанцям, і які були повністю покинуті жителями. Повстанці не робили жодних рішучих дій, проте постійні перестрілки виснажували солдатів і вели до втрат у загоні. До 10 (22) липня загін дійшов до селища Гехи. Подальший шлях лежав до селища Ачхой, дорога якого лежала через Гехінський ліс і перетинала річку Валерик. Повстанці, мабуть, передбачали такий напрямок руху російського загону, тому на берегах Валерика ними заздалегідь протягом трьох днів були споруджені засіки та завали. 11 (23) липня загін Галафєєва висунувся з села Гехи у напрямку Валерика.

## Склад та чисельність сторін
| Передовий загін (полковник Е. Білосільський-Білозерський) | Передовий загін (полковник Е. Білосільський-Білозерський) |
| --- | --------------------------------------------------------- |
| 8 сотень донських козаків*, 2 кінних гармати |                                                           |
| Авангард основних сил (полковник Р. Фрейтаг) |                                                           |
| 3 батальйону Куринського єгерського полку, 2 роти саперів (капітан Гернет), 1 сотня донських козаків*, 1 сотня Моздокського лінійного козачого полку, 4 гармати |                                                           |
| Центр основних сил (підполковник А. Грекулов) |                                                           |
| 1 батальйон Мінгрельського єгерського полку, 4 гармати, обоз |                                                           |
| Ар'єргард основних сил (полковник А. Врангель) |                                                           |
| 2 батальйони його світлості князя Варшавського графа Паскевича Еріванського полку, 1 сотня донських козаків*, 4 гармати                                         |                                                           |
| Загальна чисельність загону: | 2000 піхоти, 1400 кавалерії, 14 гармат                    |
| * 37 і 39-го Донських полків |                                                           |

Чисельність горян: Лермонтов у листі до А. Лопухіна, а потім у вірші «Валерік» оцінює сили противника в 6000-7000 осіб. З урахуванням того, що в одній лише Малій Чечні під проводом Ахберділа Мухаммеда знаходилося 5700 сімейств, а набір воїнів був досі небачений — по 1 людині з кожного двору — число 6000 чоловік не здається завищеним.

## Бій
Детальний опис битви дано у чернетці Журналу бойових дій Чеченського загону.
Рухаючись Гехінським лісом у бік Валерика, російський загін витягнувся вузькою колоною вздовж лісової дороги. На підході до річки відбулося перше зіткнення з супротивником, який обстріляв колону Галафєєва з лісових чагарників. Російський авангард, однак, швидко перекинув ворога, а потім вся колона була перебудована в бойовий порядок.

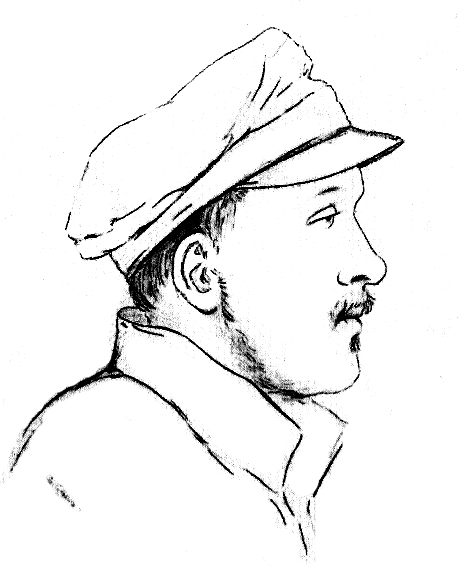
Лермонтов. Худ Д. П. Пален (23 липня 1840)

Незабаром загін вийшов до Валерика. Річка практично перпендикулярно перетинала дорогу, якою рухався загін, і в звичайній обстановці легко форсували брід. Берег з боку росіян був більш відкритим, з протилежного боку обривистим і порослим лісом, який підходив до самої річки і з обох боків до дороги, вздовж якої дерева були вирубані на відстань рушничного пострілу.
Підійшовши до річки на дистанцію картечного вогню, артилеристи дали залп пол лісовій гущавині на протилежному березі. Ніякого руху, проте, з іншого боку річки видно було. Піхотні батальйони авангарду вже готувалися перейти річку і на іншому березі зайняти ліс з обох боків від дороги, щоб забезпечити прохід обозу та інших частин. Для їх підтримки вперед були висунуті гармати та частини середніх порядків колони. І в цей момент із протилежного боку по солдатах відкрився рушничний вогонь. Батальйони Куринського полку та сапери кинулися вперед з обох боків дороги, форсували річку, хоча протилежний берег був укріплений зрубами з колод, і зійшлися з супротивником у штиковому бою серед лісової хащі. Незабаром повстанці не витримали натиску і почали відходити, а багато з них, відрізані від своїх, почали вибігати на узлісся лісу біля річки та вздовж дороги, де потрапили під артилерійський вогонь з іншого берега, який знову загнав їх у ліс. Окремі групи повстанців, відрізані від основних сил, робили спроби напасти на обоз і конвой генерала Галафєєва, але скрізь були відбиті. Сутички ще якийсь час тривали в лісі біля завалів, які повсталі обороняли особливо довго, але врешті-решт бій почав стихати і відкликані з лісу сапери почали налагоджувати через Валерик переправу для обозу.
Особливо відзначився у бою, серед інших, прикомандований до загону поручик Тенгинського полку М. Лермонтов, що здійснював зв'язок між Галафєєвим та передовими частинами, що штурмували ліс.

## Втрати сторін

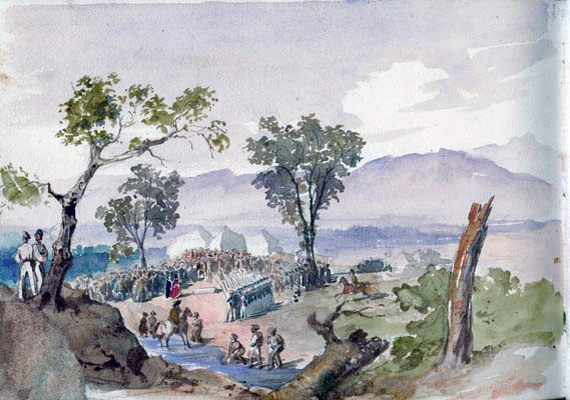
За Валерика. Похорон убитих 12 июля 1840 г. Худ. М. Ю. Лермонтов (1840—1841)

За журналом дій Чеченського загону його втрати за Валерика склали:
- убитими — 6 обер-офіцерів, 65 нижніх чинів;
- пораненими — 2 штаб-офіцерів, 15 обер-офіцерів, 198 нижніх чинів;
- контуженими — 4 обер-офіцерів, 46 нижніх чинів;
- зниклими безвісти — 1 обер-офіцер, 7 нижніх чинів.

Крім того втрачено 29 убитих та 42 поранених коней.
З боку повстанців лише на полі бою залишилось 150 убитих. За повідомленнями шпигунів, був поранений в ногу Ахберділ Мухаммед. Пізніше у листі А. Лопухіну Лермонтов зазначає, що після бою залишилося 600 тіл повстанців.

## Підсумки та наслідки
Після переходу через Валерик загін Галафєєва рушив до Ачхою, не зустрічаючи на своєму шляху серйозного опору. Проте окремі дрібні сутички та перестрілки не припинялися. За словами місцевих жителів, повстанці були впевнені, що не пропустять російський загін за Валерик, тому в Ачхої та інших прилеглих селищах багато чеченців не залишили своїх будинків до появи росіян. Тут Чеченський загін зблизився з військами генерал-майора І. Лабинцева, які виконували аналогічні завдання з боку Інгушетії. 14 (26) липня загін Галафєєва повернувся до Грозної.
Після низки подібних експедицій наприкінці літа та восени 1840 року заворушення в Чечні та Інгушетії було припинено. Повстанці, які не хотіли змиритися з таким станом речей, змушені були піти в гірські області Дагестану, проте стратегічного успіху на східнокавказькому напрямку російською владою досягнуто не було.
У своїй реляції Миколі I Галафєєв зазначав: «Мушу віддати справедливість чеченцям. Вони виконали все, щоб зробити наш успіх сумнівним».

## Бій на річці Валерик у культурі та мистецтві
- Написаний М. Лермонтовим вірш «Валерик» («Я пишу до вас випадково; право») вперше було опубліковано (з перепустками) в 1843 р. в альманасі «Ранкова зоря». Це віршоване послання до дрібниць збігається із записами у «Журналі» загону Галафєєва. З іншого боку М. Ю. Лермонтовим було зроблено кілька малюнків, що зображують епізоди битви на Валерику.
- Влітку 1840 року рисувальник, військовий інженер В. Фохт створив кілька малюнків у Чечні, один з яких «Валерик, 11 липня 1840 року в Малій Чечні» — замальовки командувачів і беруть участь у бою під Валериком[14][15].
- І. Шарлеман радянський художник у 1913 році виконав ілюстрацію до вірша М. А. Ю. Лермонтова «Валерик»[16].
- Художник А. Титовський у 1964 році створив малюнок "Чечено-Інгушетія. Річка Валерик. Місце битви, описане очевидцем Лермонтовим у поемі «Валерік»[17]».